# Осеола (округ Полк, Вісконсин)
Осеола (англ. Osceola) — місто (англ. town) в США, в окрузі Полк штату Вісконсин. Населення — 3023 особи (2020).

## Демографія
Згідно з переписом 2010 року, у місті мешкало 2855 осіб у 1051 домогосподарстві у складі 811 родини. Було 1188 помешкань
Расовий склад населення:
| - 97,7 % — білих - 0,4 % — азіатів - 0,3 % — корінних американців - 0,1 % — вихідців з тихоокеанських островів - 0,1 % — чорних або афроамериканців |

До двох чи більше рас належало 0,7 %. Частка іспаномовних становила 1,1 % від усіх жителів.
За віковим діапазоном населення розподілялося таким чином: 28,9 % — особи молодші 18 років, 61,6 % — особи у віці 18—64 років, 9,5 % — особи у віці 65 років та старші. Медіана віку мешканця становила 38,7 року. На 100 осіб жіночої статі у місті припадало 104,5 чоловіків;  на 100 жінок у віці від 18 років та старших — 105,4 чоловіків також старших 18 років.
Середній дохід на одне домашнє господарство  становив 87 022 долари США (медіана — 86 140), а середній дохід на одну сім'ю — 95 050 доларів (медіана — 92 750). Медіана доходів становила 55 395 доларів для чоловіків та 41 250 доларів для жінок. За межею бідності перебувало 4,5 % осіб, у тому числі 1,8 % дітей у віці до 18 років та 5,4 % осіб у віці 65 років та старших.
Цивільне працевлаштоване населення становило 1640 осіб. Основні галузі зайнятості: виробництво — 25,7 %, освіта, охорона здоров'я та соціальна допомога — 24,7 %, роздрібна торгівля — 10,7 %, науковці, спеціалісти, менеджери — 6,8 %.